# 登金陵鳳凰臺
《登金陵鳳凰台》是李白模仿崔顥《黃鶴樓》所作出的七言律詩。
本詩首聯以鳳凰台曾有鳳凰來悠遊的神話故事；繼而寫吳代宮殿已成為荒蕪古城，晉代才子沒入歷史洪流；頜聯再描述眼前故國大好河山的美景；最後以白雲蔽日來比喻小人蒙蔽君主，抒發情懷。

## 原文
凤凰台上凤凰游，凤去台空江自流。
吴宫花草埋幽径，晋代衣冠成古丘。
三山半落青天外，二水中分白鹭洲。

总为浮云能蔽日，长安不见使人愁。